# Maurice Pryce
Maurice Henry Lecorney Pryce (Croydon, 24 de janeiro de 1913 — 24 de julho de 2003 foi um físico britânico.

## Distinções
- 1935 Fellow, Cambridge Philosophical Society
- 1936 Member, American Physical Society
- 1938 Fellow, Royal Astronomical Society
- 1946 Fellow, Physical Society (London); Member of Council 1959–61
- 1951 Fellow of the Royal Society
- 1957 Member of Radar and Signals Advisory Board, Ministry of Supply
- 1958 Member of Electronics Research Council, Ministry of Aviation
- 1959 Member (later Chairman) Advisory Council, Royal Military College of Science, Shrivenham
- 1960 Honorary Member of Council, Société de Physique, Paris